# تاوتومیتاس
تاوتومِیتاس (لتونیایی: Tautumeitas; تلفظ‌شده به صورت [ˈtau̯tuˌmɛi̯tas]) گروه موسیقی فولکلور/ملل اهل لتونی است که در سال ۲۰۱۵ شکل گرفت. این گروه از شش خواننده و نوازنده تشکیل شده است. این گروه نمایندهٔ لتونی در یوروویژن ۲۰۲۵ با ترانهٔ «Bur man laimi» است.